# Christophe Minck
 (septembre 2008).
Si vous disposez d'ouvrages ou d'articles de référence ou si vous connaissez des sites web de qualité traitant du thème abordé ici, merci de compléter l'article en donnant les références utiles à sa vérifiabilité et en les liant à la section « Notes et références ».
Pour les articles homonymes, voir Minck.
Christophe Minck (né en 1969) est un musicien français, compositeur de musique de scène et de musique de film.

## Biographie
Il fait ses études musicales au CNR de Versailles où il étudie la harpe avec Annie Challan et la contrebasse avec Jacques Cazauran.
Multi-instrumentiste, il joue principalement de la basse électrique mais aussi de la guitare sitar, du clavier, du n'goni, de la kora et du kamelogoni.
Membre et compositeur du groupe Trash Corporation à la fin des années 1980 (avec Noël Akchoté, Dom Farkas, Bojan Z, Julien Lourau, Erick Borelva et Daniel Casimir), il devient bassiste du groupe funk-rock Vercoquin dans les années 90, et se tourne vers le free jazz, le funk et la soul.
Musicien de studio, il enregistre environ 300 albums (pour Katerine, Diam's, Rokia Traoré, Helena Noguerra, Etienne Brunet, Stomy Bugsy...) et compose avec Dom Farkas les musiques des spectacles de Pierre Pradinas depuis 1996, dont Néron (1997, avec Denis Lavant et Marie Trintignant), Jacques et Mylène (1999, avec François Cluzet et Gérard Chaillou), Fantômas Revient (2005, avec Romane Bohringer), L'Enfer de Dante (2007, avec David Ayala et Romane Bohringer), " L'occupation" (2019, avec Romane Bohringer) 
Il fonde, avec Loïc Dury, et Montéchristo, le label Kraked, spécialisé dans les musiques de films et participe ainsi, généralement sous le nom collectif Kraked Unit, à la composition de la bande originale de nombreux films, notamment pour Cédric Klapisch (Paris, Les Poupées russes, Casse-tête chinois, Ma part du gâteau, Ce qui nous lie), les frères Larieux (Un homme, un vrai) ou Fabien Onteniente (Jet Set). Ils réalisent tous les deux également une partie des habillages de la station de radio France Inter. 
Il réalise et compose aussi la musique de la comédie musicale Kirikou et Karaba (2007) avec la participation de Rokia Traoré, Tété et Oumou Sangaré.